# 西田谷洋
西田谷 洋（にしたや ひろし、1966年 - ）は、日本の日本近代文学の研究者。富山大学人間発達科学部教授。

## 略歴
石川県金沢市出身。石川県立金沢泉丘高等学校37期生。1989年東洋大学文学部国文科卒、2000年金沢大学大学院社会環境科学研究科博士課程修了、「政治小説成立過程の研究」で文学博士。金沢泉丘高校教諭を経て、2004年愛知教育大学助教授、2012年教授、2014年富山大学教授。
宮崎夢柳等の明治初期政治小説の記号論的分析を行うとともに、認知言語学による物語論の組み替えを目指した。その後は、村上春樹やアニメ、児童文学などに研究領域を広げている。

## 著書
- 『語り寓意イデオロギー』翰林書房 2000
- 『宮崎夢柳論』マナハウス 2004
- 『認知物語論とはなにか?』ひつじ書房 2006
- 『政治小説の形成 始まりの近代とその表現思想』世織書房 2010
- 『新美南吉童話の読み方』双文社出版 2013
- 『学びのエクササイズ文学理論』ひつじ書房 2014
- 『ファンタジーのイデオロギー　現代日本アニメ研究』ひつじ書房 2014
- 『テクストの修辞学 文学理論、教科書教材、石川・愛知の近代文学の研究』翰林書房 2014
- 『村上春樹のフィクション』ひつじ書房 2017
- 『女性作家は捉え返す—女性たちの物語』ひつじ書房 (未発選書) 2020
- 『物語の共同体』能登印刷出版部2021
- 『文学教育の思想』溪水社2022

### 共編著
- 『認知物語論キーワード』浜田秀,日高佳紀,日比嘉高共著 和泉書院 2010
- 『徳田秋声短編小説の位相』大橋奈依, 木村友子, 權田昭芳, 中村雅未, 野牧優里共著 コームラ, 2011
- 『メタフィクションの圏域』五嶋千夏, 野牧優里, 大橋奈依共著 花書院 2012
- 『認知物語論の臨界領域』浜田秀共編 ひつじ書房 2012
- 『幻想の泉鏡花』花書院 2013
- 『あまんきみこの童話を読む』編 一粒書房, 2014
- 『西田谷研究室の歩み』愛知教育大学西田谷洋研究室編 一粒書房 2014
- 『女性の語り/語られる女性 日本近現代文学と小川洋子』編 一粒書房 2015
- 『文学研究から現代日本の批評を考える 批評・小説・ポップカルチャーをめぐって』編. ひつじ書房, 2017.5